# 西班牙站
西班牙站（義大利語：Spagna）是羅馬地鐵A線的一個地下車站，位於戰神廣場，以附近的西班牙廣場來命名。

## 周圍
- 西班牙
- 圓柱廣場
- 博爾蓋塞宮
- 基吉宮
- 阿尔贝托·索尔迪拱廊街
- 蘋丘
- 馬可奧里略圓柱
- 科爾索大道
- 和平祭壇博物館
- 奧古斯都陵墓
- 山上天主聖三教堂

## 外部連結
- Spagna station on the Rome public transport site (in Italian)